# Priestersee (Nadrensee)
Der Priestersee ist ein See bei Nadrensee im Landkreis Vorpommern-Greifswald in Mecklenburg-Vorpommern.
Das etwa 2,7 Hektar große Gewässer befindet sich im Gemeindegebiet von Nadrensee, wobei der Ort Nadrensee am nördlichen Ufer liegt. Der See verfügt über keinen natürlichen Zu- oder Abfluss. Die maximale Ausdehnung des Priestersees beträgt etwa 210 mal 150 Meter.